# Siatkowski
Siatkowski (forma żeńska: Siatkowska; liczba mnoga: Siatkowscy) – polskie nazwisko. Na początku lat 90. XX wieku w Polsce nosiły je 1412 osoby, według nowszych, internetowych danych noszą je 1521 osoby. Nazwisko pochodzi od słowa sieć albo od nazwy miejscowej Siatki/Siadki lub od imienia Sieciech i jest najbardziej rozpowszechnione w centralnej Polsce.

## Znane osoby noszące to nazwisko
- Ewa Siatkowska (1930–2020) – polska slawistka;
- Dariusz Siatkowski (1960–2008) – polski aktor i reżyser;
- Janusz Siatkowski (1929–2025) – polski językoznawca i slawista.